# San Diego Open 1987
Il San Diego Open 1987 è stato un torneo di tennis giocato sul cemento. 
È stata la 9ª edizione del torneo di San Diego, che fa parte Virginia Slims World Championship Series 1987.
Si è giocato a San Diego negli USA dal 3 al 9 agosto 1987.

## Campionesse

### Singolare
Raffaella Reggi ha battuto in finale  Anne Minter con il punteggio di 6–0, 6–4

### Doppio
Jana Novotná /  Catherine Suire hanno battuto in finale  Elise Burgin /  Sharon Walsh con il punteggio di 6–3, 6–4